# إلفيس براجكوفيتش
إلفيس براجكوفيتش (بالكرواتية: Elvis Brajković)‏ هو لاعب كرة قدم كرواتي في مركز الدفاع، ولد في 12 يونيو 1969 في رييكا في كرواتيا. شارك مع منتخب كرواتيا لكرة القدم. أما مع النوادي، فقد لعب مع سانتوس لاغونا وميونخ 1860 ونادي أتلانتي ونادي رييكا وهايدوك سبليت وهيلاس فيرونا.

## وصلات خارجية
- إلفيس براجكوفيتش على موقع اتحاد كرواتيا (الكرواتية)
- إلفيس براجكوفيتش على موقع قاعدة بيانات كرة القدم.إي يو (الإنجليزية)
- إلفيس براجكوفيتش على موقع ناشيونال فوتبول تيمز (الإنجليزية)